# 源懐
源 懐（げん かい、444年 - 506年）は、北魏の軍人・政治家。もとの名は思礼。本貫は西平郡楽都県。

## 経歴
源賀の子として生まれた。文成帝の末年、侍御中散となった。474年（延興4年）、父が老齢のために引退すると、源懐は父の隴西王の爵位を嗣ぎ、征南将軍の号を受けた。まもなく持節・督諸軍となり、漠南に駐屯した。平城に召還されて、殿中尚書に任じられた。後に長安鎮将・雍州刺史として出向した。1年あまりして、再び殿中尚書となり、侍中の任を加えられ、参都曹事をつとめた。また諸軍を率いて6道に分かれて柔然を討った。尚書令に転じ、律令制定の議論に参与した。492年（太和16年）、爵位を隴西公に降格された。まもなく司州刺史に任じられた。孝文帝の南征に従い、衛大将軍の号を加えられ、中軍事を兼ねた。母が死去したため、辞職して喪に服した。495年（太和19年）、征北大将軍・夏州刺史に任じられた。496年（太和20年）、都督雍岐東秦諸軍事・征西大将軍・雍州刺史に転じた。
501年（景明2年）、洛陽に召還されて尚書左僕射となり、特進の位を加えられた。同年、車騎大将軍・涼州大中正に任じられた。南朝斉の雍州刺史の蕭衍が東昏侯蕭宝巻を討つべく起兵したのを機に、源懐は南征の軍を起こすよう宣武帝に求めたが、聞き入れられなかった。まもなく馮翊郡開国公の爵位を受けた。使持節となり、侍中・行台の任を加えられ、北辺の6鎮や恒燕朔の3州を巡察した。北方の民衆の疲弊ぶりを宣武帝に上奏し、沃野鎮将の于祚の収賄や懐朔鎮将の元尼須の汚職や狼藉を弾劾した。また連年の北方の凶作のため、農業の殖産が進まない中、唯一水田が成功を収めていることを報告し、零細民への土地の分配を願い出て、聞き入れられた。
504年（正始元年）9月、柔然が12万騎の大軍を率いて6道を南進してくると、源懐は本官のまま使持節・侍中の任を加えられ、子の源徽とともに北へ向かった。源懐が雲中に入ると、柔然軍は退却した。源懐は北方の要地に城を築いて兵士を分屯させるよう宣武帝に上表して聞き入れられ、東西9城の北鎮諸戍が築かれた。驃騎大将軍の号を受けた。
505年（正始2年）、武興氐王楊紹先の叔父の楊集起が反乱を起こすと、源懐は使持節・侍中・都督平氐諸軍事として楊集起を討った。506年（正始3年）6月、死去した。享年は63。司徒・冀州刺史の位を追贈された。諡は恵公といった。

## 子女
- 源規（長子、字は霊度、中書学生・羽林監、馮翊公、33歳で死去した）
- 源栄（字は霊並、32歳で司徒掾として死去した）
- 源徽（字は霊祚、28歳で直閤将軍として死去した）
- 源玄諒（源懐の弟の源奐の後を嗣いだ）
- 源子邕
- 源子恭
- 源纂（492年 - 528年、字は霊秀、員外散騎侍郎、征虜将軍・通直散騎常侍・涼州大中正、太府少卿、河陰の変で殺害された）

## 伝記資料
- 『魏書』巻41 列伝第29
- 『北史』巻28 列伝第16